# Eclissi solare del 24 dicembre 1973
L'eclissi solare del 24 dicembre 1973 è un evento astronomico che ha avuto luogo il suddetto giorno attorno alle ore 15.02 UTC. 
L'eclissi, di tipo anulare, è stata visibile in alcune parti del Nord America, del Centro America (Costa Rica, Messico e Panama), del Sud America (Brasile, Colombia e Venezuela), dell'Europa e dell'Africa (Algeria e Mauritania).
L'eclissi è durata 12 minuti e 2 secondi e l'ombra lunare sulla superficie terrestre raggiunse una larghezza di 345 km. L'evento del 24 dicembre 1973 è stata la terza eclissi solare nel 1973 e la 169ª nel XX secolo. La precedente eclissi solare si è verificata il 30 giugno 1973, la seguente si è verificata il 20 giugno 1974.

## Percorso e visibilità
L'evento si è manifestato all'alba locale al largo delle acque della costa meridionale di Guerrero, stato sud occidentale in Messico. La pseudo umbra della luna si è poi spostata verso sud-est attraversando la costa meridionale del Messico, attraversando territori dell'America centrale meridionale e del Sud America settentrionale, ruotando in seguito gradualmente verso est. Dal territorio brasiliano dell'Amazzonia è entrata nell'Oceano Atlantico, raggiungendo la massima eclissi 140 km al largo delle coste dello stato brasiliano di Pará. Successivamente la pseudo umbra ha virato a nord-est ed attraversando l'Oceano Atlantico ha coperto alcune isole di Capo Verde sotto l'egida portoghese; è entrata nel continente africano in Mauritania per tramontare in Algeria al tramonto.
L'eclissi parziale non anulare ha toccato aree più ampie tra cui il Nord America, il sud-est canadese St.Pierre e Miquelon, gli Stati Uniti orientali, Bermuda e America centrale ad eccezione dell'angolo nord-occidentale del Messico, Groenlandia meridionale, Cile settentrionale, Argentina settentrionale, Uruguay centrale e settentrionale in Sud America; la maggior parte del Brasile tranne il punto più meridionale, il lato sud-occidentale dell'Islanda in Europa, le coste degli stati europei occidentali, la parte sud-occidentale dell'Europa centrale, la metà occidentale dell'Europa meridionale, la parte centrale e occidentale del Nord Africa, l'Africa occidentale e la metà settentrionale dell'Africa centrale.

## Eclissi correlate

### Eclissi solari 1971 - 1974
Questa eclissi è un membro di una serie semestrale. Un'eclissi in una serie semestrale di eclissi solari si ripete approssimativamente ogni 177 giorni e 4 ore (un semestre) in nodi alternati dell'orbita della Luna.

### Ciclo di Saros 141
L'evento appartiene al ciclo solare di Saros 141, che si ripete ogni circa 18 anni, 11 giorni e 8 ore, comprendente 70 eventi. La serie è iniziata con un'eclissi solare parziale il 19 maggio 1613. Contiene 41 eclissi anulari dal 4 agosto 1739 al 14 ottobre 2460. Non ci sono eclissi totali in questa serie. La serie termina al membro 70 con un'eclissi parziale il 13 giugno 2857. L'eclissi anulare più lunga si è verificata il 14 dicembre 1955, con durata massima dell'anularità di 12 minuti e 9 secondi. Tutte le eclissi di questa serie si verificano nel nodo ascendente della Luna.